# Numa Numa (video)

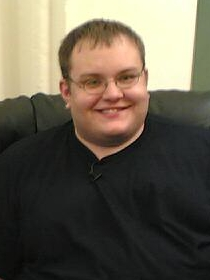
Gary Brolsma vào năm 2006

Numa Numa là một meme trên Internet dựa trên một video của vlogger người Mỹ Gary Brolsma được thực hiện hát theo bài hát "Dragostea Din Tei được thực hiện bởi O-Zone. Video của Brolsma, mang tên Numa Numa Dance, được phát hành vào ngày 6 tháng 12 năm 2004 trên trang web Newgrounds.com dưới tên người dùng "Gman250" và cho thấy Brolsma hát nhép bài hát này với các tác phẩm khiêu vũ và động tác khiêu vũ sống động. Bài hát sau đó bị nhóm kiểm duyệt Newgrounds xóa khỏi trang web vào cuối năm 2016. Tiêu đề video bắt nguồn từ các từ tiếng Rumani "nu mă nu mă" xuất hiện trong điệp khúc bài hát của O-Zone. Đây là video theo chủ đề Numa Numa đầu tiên được sự chú ý rộng rãi. Chưa đầy ba tháng sau khi phát hành, nó đã được xem hơn hai triệu lần chỉ trên trang web đầu tay.
Numa Numa Dance đã tạo ra nhiều video nhại, bao gồm cả những video được tạo ra cho "Cuộc thi Numa Mới", được Brolsma tài trợ, hứa hẹn tiền thưởng lên tới 45.000 đô la Mỹ Video gốc của anh ấy được đứng thứ 41 trong top 100 khoảnh khắc vui nhộn nhất của kênh 4 tại Vương quốc Anh, chương trình phát sóng năm 2006. Video đã được giới thiệu trên kênh nổi tiếng Virtually nổi tiếng của Channel 4 và bước vào Hall of Fame, và được xếp hạng # 1 trong "Superstar Internet Superstar" của VH1 vào tháng 3 năm 2007.
The Viral Factory ước tính vào ngày 27 tháng 11 năm 2006, video này đã được xem hơn 700 triệu lần.